# Михайло Ваврик
Михайло Ваврик (хресне ім'я Мирослав; 12 грудня 1908, Ласківці — 1 березня 1984, Говторн, штат Нью-Йорк, США) — український церковний діяч, священник УГКЦ, василіянин, доктор богослов'я, історик Церкви і Василіянського Чину, богослов, літургіст, педагог; перший редактор Української секції «Радіо Ватикану», дійсний член НТШ Європи (1963). Рідний брат Василя Ваврика — також василіянина, доктора богослов'я, біблеїста, педагога, військового капелана.

## Життєпис
Народився 12 грудня 1908 року в с. Ласківці (нині Тернопільського району Тернопільської області) в сім'ї Олексія (Олександра) Ваврика і Марії Ваврик (інша лінія Вавриків). Початкову школу закінчив у рідному селі (1915–1919), середню освіту здобув у Бучацькому місійному інституті імені святого Йосафата (1919–1922). 19 серпня 1922 року вступив до Василіянського Чину на новіціят у Крехові, де 7 квітня 1924 року склав перші обіти, а вічні — 28 листопада 1932 року в Кристинополі. Філософію і богослов'я вивчав у монастирських студійних домах у Лаврові (1924–1927), Кристинополі (1927–1928), Добромилі (1928–1929) і в Римі, де слухав лекції у Папському Григоріанському університеті (1930–1931). Священничі свячення отримав 25 грудня 1932 року в Кристинополі з рук Перемишльського єпископа Йосафата Коциловського.
У червні 1934 року виїхав до Рима, де став віце-ректором Української папської колегії святого Йосафата. Вищу богословську освіту завершив у Папському східному інституті (1934–1937) та в Інституті християнської археології (1937–1939).
5 липня 1939 року в Папському східному інституті на основі тези «De Officiis Magni et Parvi Schematis» здобув докторат з богослов'я. Того ж року 14 грудня заснував Українську секцію «Радіо Ватикану» і очолював її до 1942 року. Після війни був головою Українського допомогового комітету, що опікувався українськими емігрантами, які шукали притулку в Українській папській колегії. 19 вересня 1948 року переїхав до США, де отримав призначення на посаду настоятеля василіянського монастиря в Ґлен-Кові біля Нью-Йорка і викладачем місцевої семінарії. У 1953 році переведений до монастиря святого Миколая в Чикаго. У жовтні 1960 року отця Михайла Ваврика відкликано до Рима, де призначено духівником Української папської колегії. Влітку 1963 року став генеральним радником Василіянського Чину святого Йосафата (до 1979).
Помер 1 березня 1984 року в лікарні сестер домініканок в м. Говторн, біля Нью-Йорка. Похований на українському католицькому цвинтарі Святого Духа у Кампбелл-Голл (Гемптонбурґ, округ Оранж, штат Нью-Йорк).

## Нагороди
- Хрест «За заслуги перед Церквою і Папою» (отримав нагороду 2 січня 1983)[4],
- Відзнака Братства колишніх вояків Першої дивізії Української національної армії[5].

## Наукова діяльність
Отець Михайло Ваврик видав низку праць й опублікував численні статті, розвідки і рецензії з історії Української церкви, Василіянського Чину, української обрядовості й східної літургіки. Писав також рецензії. Свою наукову працю продовжив у США, куди повернувся у травні 1979 року і вдруге став професором Василіянської семінарії в м. Ґлен-Ков. Викладав українську літературу, літургіку, латинську та церковно-слов'янську мови.
Науковий доробок отця Ваврика поділяють на такі цикли: василіянська бібліографія, архівні пошуки, літургійні розвідки, біографічні нариси, історіографічні дослідження, енциклопедичні статті. У 1966–1979 роках був головним редактором II серії «Записок ЧСВВ», а також співробітником словникової частини Енциклопедії українознавства (ЕУ 2), до якої написав і редагував статті з історії чернецтва та церкви.
З 20 січня 1963 року — дійсний член НТШ Європи (від Історично-філософської секції).

### Праці

#### Книги
- «По Василіянських монастирях». — Торонто 1958. — 286 с.;
- «Нарис розвитку і стану Василіянського Чина XVII—ХХ ст.» — Записки ЧСВВ, Секція І, том 40. — Рим 1979. — XIV + 217 с.;

#### Статті
- «Лаврівська Хроніка (1771—1882)» // Записки ЧСВВ, Секція II. — Vol. II. — Вип. 1-2. — Рим 1954. — С. 65—94; Вип. 3-4. — Рим 1956. — С. 410—418;
- «О. Роман Лукань, ЧСВВ, як історик і бібліофіл (1907—1943)» // Записки ЧСВВ, Секція II. — Vol. II. — Вип. 3-4. — Рим 1956. — С. 459—465;
- «Бібліографічний огляд історії Василіянського Чина за 1935—1950 рр.» // Записки ЧСВВ, Секція II. — Vol. III. — Вип. 1-2. — Рим 1958. — С. 237—276;
- «До історії Василіянських Капітул в Галичині у XVIII—XIX ст.» // Записки ЧСВВ, Секція II. — Vol. III. — Вип. 1-2. — Рим 1958. — С. 46—68;
- «Василіянські монастирі на Галицькому Поділлі» // Шляхами Золотого Поділля. — Том І. — Філядельфія 1960. — С. 243—260;
- «З Лаврівського Дипломатаря» // Записки ЧСВВ, Секція II. — Vol. III. — Вип. 3-4. — Рим 1960. — С. 404—428;
- «О. Корнило Срочинський, ЧСВВ, історіограф та проповідник» // Записки ЧСВВ, Секція II. — Vol. III. — Вип. 3-4. — Рим 1960. — С. 429—439;
- «Василіянські монастирі в Перемиській землі» // Перемишль. Західний бастіон України. — Нью-Йорк-Філядельфія, 1961. — С. 86—96;
- «До історії єпископської присяги в XV—XVI вв.» // Записки ЧСВВ, Секція II. — Vol. IV. — Вип. 3-4. — Рим 1963. — С. 363—390;
- «Quaedam nova de provisione Metropoliae Kioviensis et Moscoviensis ann. 1458—1459» // Записки ЧСВВ, Секція II. — Vol. IV. — Вип. 1-2. — Рим 1963. — С. 9—26;
- «Флорентійські унійні традиції в Київській митрополії: 1450—1960 рр.» // Записки ЧСВВ, Секція II. — Vol. IV. — Вип. 3-4. — Рим 1963. — С. 329—362;
- Цінний пам'ятник обрядовости Київської Митрополії XV—XVI ст. // Записки ЧСВВ, Секція II. — Vol. IV. — Вип. 3-4. — Рим 1963. — С. 391—460;
- «De S. Hieromartyre Josaphat, Promotore Formulae indicativae absolutionis in Ecclesia Rutheno-Ucraina» // Orientalia Christiana Periodica. — Romae 1967. — P. 583—603;
- «Йосафатіяна: 1922—1967» // Записки ЧСВВ, Секція II. — Vol. VI. — Рим 1967 — С. 511—531;
- «Василіянські монастирі Теребовельщини» // Теребовельська земля. Історично-мемуарний збірник / Наук. т-во ім. Шевченка. Укр. архів. — Нью-Йорк-Париж-Сідней-Торонто, 1968. — С. 194—207;
- «Кардинал Ісидор» // Наукові записки УВУ. — Том 9-10. — Мюнхен 1969. — С. 49—57;
- «Бібліографічний огляд історії Василіянського Чина за 1950—1970 рр.» // Записки ЧСВВ, Секція II. — Vol. VII. — Рим 1971. — С. 334—424;
- «De Studiis philosophico-theologicis in Provincia Rutheno-Ucraina Ord. Basiliani s. XVIII eorumque manualibus» // Записки ЧСВВ, Секція II. — Vol. VII. — Рим 1971. — С. 85—113;
- «До постання першої серії „Записок ЧСВВ“ (1924—1948)» // Записки ЧСВВ, Секція II. — Vol. IX. — Рим 1974. — С. 1—18;
- «Церковні друкарні й видання УКЦеркви 17-го ст.» // Записки ЧСВВ, Секція II. — Vol. IX. — Рим 1974. — С. 111—123;
- «До історії Служебника в УКЦеркві в другій половині 17-го ст.» // Записки ЧСВВ, Секція II. — Vol. Х. — Рим 1979. — С. 98—142;
- «Нововідкриті почаївські друки 18-го ст.» // Записки ЧСВВ, Секція II. — Vol. Х. — Рим 1979. — С. 370—378;
- «О. Іриней Назарко, ЧСВВ та його церковно-історична писемна спадщина (1905—1976)» // Записки ЧСВВ, Секція II. — Vol. Х. — Рим 1979. — С. 394—404;
- «Історичний нарис чернечого життя і Василіянські монастирі на Бойківщині» // Бойківщина. Збірник матеріалів про Бойківщину. — Філядельфія 1980. — С. 251—290;
- «У сторіччя Апостольського листа Льва XIII „Особливою охороною“» // Записки ЧСВВ, Секція II. — Vol. ХІ. — Рим 1982. — С. 429—438;
- «Провідні ідеї праць о. А. Великого в його студіях української церковної історії» // Записки ЧСВВ, Секція II. — Vol. XII. — Рим 1985. — С. 77—84;
- «Служебник митр. К. Жоховського 1692 р. (Ґенеза й аналіза)» // Записки ЧСВВ, Секція II. — Vol. XII. — Рим 1985. — С. 311—341.

## Вшанування пам'яті
19 травня 1984 року НТШ Америки провело конференцію «Академічні вечори НТШ», присвячену пам'яті отця Михайла Ваврика, на якій виступав дійсний член НТШ о. Атанасій Пекар.